# قهرمانی فوتسال آفریقا ۲۰۰۸
قهرمانی فوتسال آفریقا ۲۰۰۸ مسابقاتی بود که از ۲۱ تا ۳۰ مارس ۲۰۰۸ با شرکت ۱۰ تیم ملی عضو کنفدراسیون فوتبال آفریقا در لیبی، شهر تریپولی برگزار شد.
تیم‌های ملی فوتبال لیبی، مصر، مراکش و موزامبیک چهار مقام برتر این مسابقات را به دست اوردند و لیبی و مصر دو تیم برتر این رقابت‌ها نیز به قهرمانی فوتسال جهان ۲۰۰۸ راه یافتند.
این نخستین قهرمانی لیبی در این مسابقات بود که در نخستین دوره‌ای که این کشور میزبانی مسابقات را بر عهده گرفته بود، به دست آمد.

## گروه‌ها
۱۰ تیم شرکت‌کننده در این رقابت‌ها به دو گروه ۵ تیمی تقسیم شدند؛ لیبی، مراکش، نیجریه، تونس و کامرون در گروه یک و مصر، موزامبیک، آنگولا، آفریقای جنوبی و زامبیا در گروه دو قرار گرفتند.

## نیمه‌نهایی و فینال
در دور نبمه‌نهایی هم لیبی و مصر که با ۴ پیروزی قهرمان دو گروه شدند، با نتایج مشابه ۴ بر ۱ تیم‌های موزامبیک و مراکش را شکست دادند. در دیدار نهایی نیز لیبی ۴ بر ۳ مصر را شکست داد.

## مسابقات
مسابقات در دو ورزشگاه کورتوبا و اتحادیه آفریقا در شهر تریپولی برگزار شد و ۱۷۵ گل در ۲۴ مسابقه این رقابت‌ها رد و بدل شد. یکطرفه‌ترین نتیجه پیروزی مصر بر زامبیا با حساب ۹ بر صفر بود و پرگل ترین دیدار نیز پیروزی ۱۰ بر ۳ موزامبیک بر آفریقای جنوبی بود.